# Tritrem

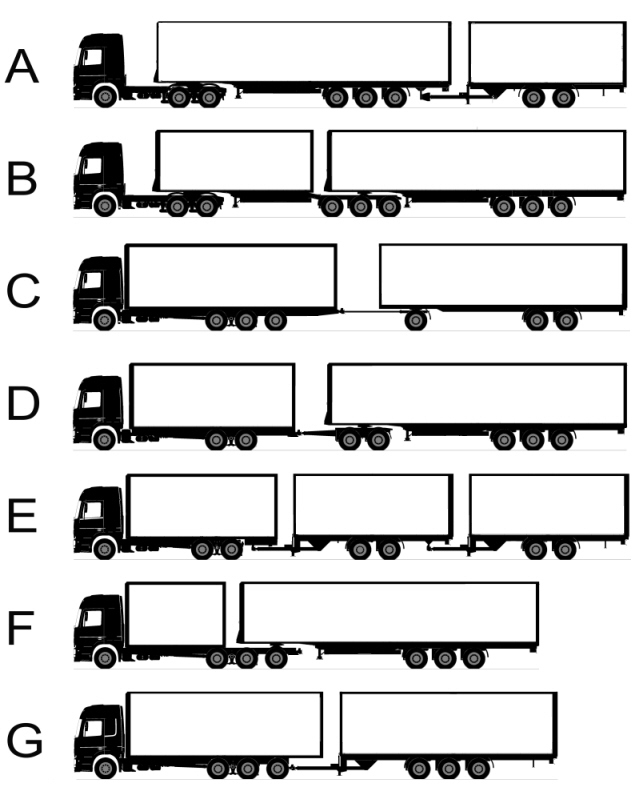
Combinações veiculares de carga. O item E ilustra um tritrem.

Tritrem é uma Combinação Veicular de Carga formada por três semi-reboques interligados através de pino-rei/quinta-roda, como acontece na combinação bitrem.
Este conjunto possibilita o mesmo peso bruto total combinado do rodotrem, no caso do Brasil 74 toneladas. No Brasil a lei estabelece que a potência mínima tem que ser de 6 CV (5,92 [HP]horsepower) por tonelada, o que em unidade do SI significa 4,474 kw/tonelada.
Um cavalo mecânico necessita portanto, de um mínimo de 444 HPs de potência para tracionar um tritrem em vias públicas.
Estes equipamentos são usados principalmente para o transporte florestal, visto que a plataforma de carga de cada um dos semi-reboques possui aproximadamente seis metros de comprimento, sendo em geral este o comprimento das toras.